# Turdoides earlei
Turdoides earlei là một loài chim trong họ Leiothrichidae.